# Province ecclésiastique de Sens
La province ecclésiastique de Sens est une ancienne province ecclésiastique de l'Église catholique romaine, dont le siège était à Sens.

## Histoire
Existant depuis le IIIe siècle ou le IVe siècle, elle a été supprimée de 1790 à 1822, puis définitivement depuis 2002, lors du redécoupage des circonscriptions catholiques de France.
Sens était la préfecture de la Lyonnaise quatrième, ce qui en a fait une Église métropolitaine.
Elle comprenait jusqu'au début du XVIIe siècle les diocèses  de Chartres, d'Auxerre,de Meaux, de Paris, d'Orléans de Nevers, de Troyes, et l'archidiocèse de Sens.
En 1622, le siège de Paris est érigé en archevêché et la province amputée des quatre diocèses de l'ouest (Chartres, Meaux, Paris, Orléans) qui forment la nouvelle province de Paris. La province de Sens ne comprend donc plus, à la veille de la Révolution, que quatre diocèses. Le diocèse de Bethléem, dont le siège était fixé à Clamecy, sur le territoire de la province, relevait directement du pape.
En 1790, la province et le diocèse de Sens sont supprimés. Leur rétablissement est envisagé au moment du concordat du 11 juin 1817, la province devant alors comprendre cinq diocèses : aux quatre diocèses qu'elle avait entre 1622 et 1790 est ajouté le diocèse de Moulins dont la création était envisagée dès 1788. La province est finalement rétablie en 1822 mais sans le diocèse d'Auxerre, définitivement supprimé.
En 1954, la Mission de France obtient le statut de diocèse sans territoire et est rattaché à la province de Sens.
La province est finalement démembrée en 2002 et les diocèses qui la composaient sont répartis dans les provinces de Clermont (Moulins), Dijon (Sens, Nevers, Mission de France) et Reims (Troyes).
Sens est donc désormais suffragant de Dijon mais le titre archiépiscopal lui a été conservé de manière honorifique.

## Référence
- Notices d'autorité :   - VIAF
  - IdRef
- Auguste Longnon, Recueil des historiens de la France ; Pouillés : Poulliés de la province de Sens, t. IV, Paris, Imprimerie nationale, coll. « Académie des inscriptions et belles lettres », 1904 (BNF 30830764, lire en ligne).